# Bruno Geier (Mineraloge)
Bruno Hermann Geier (* 8. Februar 1902 in Pforzheim; † 30. November 1987) war ein deutscher Bergbauingenieur und Mineraloge.

## Leben
Der am 8. Februar 1902 in Pforzheim in Baden geborene Bruno Hermann Geier widmete sich nach dem am 15. Juli 1920 angelegten Abitur einer sechsmonatigen praktischen Tätigkeit in verschiedenen Bergbaubetrieben. Im April 1921 begann er ein Bergbaustudium an der Bergakademie Clausthal im Harz, an der er fünf Semester studierte und im April 1923 das Diplom-Vorexamen ablegte. Die Semester bis zum Abschluss des Studiums verbrachte Geier an der Bergbauabteilung der Technischen Hochschule Berlin, an der er am 15. Juli 1926 die Diplom-Hauptprüfung bestand.
Der frisch gebackene Diplom-Ingenieur begann bei Erich Harbort am Institut für Lagerstättenforschung der Technischen Hochschule Berlin mit der Untersuchung von Erzen aus Corocoro in Bolivien, die der Geheime Bergrat Professor Robert Scheibe im Sommer 1916 gesammelt hatte. Geier, dem ein Besuch der Lagerstätte selber nicht möglich war, konnte seine Untersuchungen an den mit ausführlichen und genauen Bezeichnungen versehenen Proben mit Material aus der Sammlung der geologischen Landesanstalt in Freiburg im Breisgau vergleichen, das aus Aufsammlungen von Gustav Steinmann in den Jahren 1903–04 in Corocoro und Cobrizos bestand. Weiteres Untersuchungsmaterial stammte aus Corocoro, Yarvicoya, Cobrizos und Na-Ukat und wurde von Friedrich Schumacher, dem Leiter des geologischen Instituts der Bergakademie Freiberg in Sachsen, zur Verfügung gestellt. Im Jahre 1927 wurde Geier bei Erich Harbort mit einer Arbeit über „Beiträge zur Frage der Entstehung der bolivianischen Kupfererzlagerstätten vom Typus Corocoro“ zum Doktoringenieur promoviert.
In der Folge trat Geier eine Tätigkeit als Chefingenieur der „Sociedad Estañifera Morococola“ in Bolivien an. Ende der 1920er Jahre publizierte er eine umfangreiche geologisch-lagerstättenkundliche Arbeit über die stockförmige „Zinnerzlagerstätte Morococala-Bolivia“.
Anfang August 1931 übernahm Geier im Auftrag der „Comp. Restauradora del Chivato“ in Talca die Untersuchung der 1730 entdeckten chilenischen Goldlagerstätte „El Chivato“. Anfang 1933 war er an der Untersuchung verschiedener Schwarzwälder Lagerstätten beteiligt, wobei er sich insbesondere mit der durch ihre mächtigen Haldenzüge ausgezeichneten Kupfer-Bismut-Lagerstätte Neubulach beschäftigte und „Chalkographische Studien unter besonderer Berücksichtigung ihres Edelmetallgehaltes“ anfertigte.
Einem breiteren Fachpublikum wurde Bruno Geier aber als Chef-Mineraloge (Chief Mineralogist oder Senior Mineralogist) der Tsumeb Corporation Ltd., in Tsumeb, Südwestafrika, bekannt. Diese Tätigkeit übte er seit 1951 aus. In dieser Position verblieb er bis 1972; sie wurde von John Innes übernommen. Geier bearbeitete vor allem die Erzminerale im Bereich der zweiten Oxidationszone, wobei er lediglich auf erzmikroskopische und nasschemische Analysenverfahren zurückgreifen konnte. Trotzdem wurden von ihm zahlreiche ungewöhnliche Erzmineralparagenesen sowie bislang unbekannte Varietäten von Erzmineralen beschrieben. Nach dem Ausscheiden von Geier aus der Tsumeb Corporation im Jahre 1972 sind diese Arbeiten nicht mehr fortgeführt worden.
Bruno Hermann Geier starb am 30. November 1987.

## Mineralerstbeschreibungen
Aus der Tsumeb Mine beschrieb Geier zusammen mit Fachkollegen fünf neue Minerale. Zu ihnen gehören:
- 1958 der Gallit,[12] zusammen mit Hugo Strunz und Erich Seeliger
- 1958 der Stottit,[13] zusammen mit Hugo Strunz und Gerhard Söhnge
- 1958 der Reinerit,[14] zusammen mit Kurt Weber
- 1971 der Tsumcorit,[15] zusammen mit K. Kautz und G. Müller
- 1973 der Schneiderhöhnit,[16] zusammen mit Joachim Ottemann und Bernhard Nuber

In von Geier genommenen Proben und Aufsammlungen in der Tsumeb Mine wurden seit den 1980er Jahren eine Reihe weiterer neue Minerale – z. B. Otjisumeit, O’Danielit, Tsumgallit und Hermannroseit – entdeckt, was nachdrücklich auf sein Gespür für die Entdeckung ungewöhnlich ausgebildeter und offensichtlich neuer Minerale deutet. Hätte Geier das heutige apparative Inventar zur stofflichen Untersuchung von Mineralen zur Verfügung gestanden, wäre die Zahl der von ihm entdeckten Minerale deutlich größer. Dies beweist auch das folgende Zitat:

“In 1955, the late Bruno H. Geier, chief geologist [sic!] at Tsumeb, collected up to 5 kg pieces of a possible new germanium-bearing, iron-grey mineral. This discovery was made at a depth of 954 meters, 7 meters above the 30 level. But Geier was not able to analyze the unknown mineral completely. 10 years later, in 1965, this mineral was published as new mineral briartite from Kipushi, where it occurs as microscopic inclusions.”

„Im Jahre 1955 fand der verstorbene Bruno H. Geier, Chefgeologe [sic!] in Tsumeb, bis zu 5 kg schwere Stücke eines möglicherweise neuen germaniumhaltigen, eisengrauen Minerals. Diese Entdeckung gelang in einer Tiefe von 954 Metern, 7 Meter über der 30. Sohle. Allerdings war Geier nicht in der Lage, das unbekannte Mineral vollständig zu analysieren. Zehn Jahre später, 1965, wurde dieses Mineral als neues Mineral Briartit aus Kipushi publiziert, wo es in mikroskopisch kleinen Einschlüssen vorkommt.“

## Ehrungen und Mitgliedschaften
Im Jahre 1972 beschrieben Joachim Ottemann und Bernhard Nuber ein neues, in der Tsumeb Mine in Tsumeb, Südwestafrika (Namibia), gefundenes Mineral zu Ehren von Bruno Hermann Geier und in Anerkennung seiner „Verdienste um die Erforschung der Mineralparagenesen von Tsumeb“ als Brunogeierit.
Geier war Mitglied der Society for Geology Applied to Mineral Deposits.

## Schriften
- Bruno H. Geier: Beiträge zur Frage der Entstehung der bolivianischen Kupfererzlagerstätten vom Typus Corocoro (Technische Hochschule Berlin, Dissertation, 1927). In: Neues Jahrbuch f. Mineralogie, Geologie und Paläontologie, Beilage-Band. Abt. A 58, 1928, S. 1–42.
- Bruno H. Geier: Die Zinnerzlagerstätte Morococala-Bolivia. In: Zeitschrift für praktische Geologie. Band 38, Nr. 8, 1930, S. 113–128.
- Bruno H. Geier: Die Zinnerzlagerstätte Morococala-Bolivia (Schluß). In: Zeitschrift für praktische Geologie. Band 38, Nr. 9, 1930, S. 135–142.
- Bruno H. Geier: Die Goldlagerstätte „El Chivato“ bei Talca (Chile). In: Zeitschrift für praktische Geologie. Band 41, Nr. 4, 1933, S. 61–69.
- Bruno H. Geier: Die Kupferwismuterze von Neubulach im Schwarzwald : Chalkographische Studien unter besonderer Berücksichtigung ihres Edelmetallgehaltes. In: Zeitschrift für praktische Geologie. Band 41, Nr. 9, 1933, S. 137–152.
- Charles B. Sclar, Bruno H. Geier: The paragenetic relationships of germanite and reniérite from Tsumeb, South West Africa. In: Economic Geology. Band 52, 1957, S. 612–631 (englisch).
- Hugo Strunz, Gerhard Söhnge, Bruno H. Geier: Stottit, ein neues Germanium-Mineral, und seine Paragenese in Tsumeb. In: Neues Jahrbuch für Mineralogie, Monatshefte. Band 1958, 1958, S. 85–96.
- Bruno H. Geier, Kurt Weber: Reinerit Zn3[AsO3]2, ein neues Mineral der Tsumeb Mine Südwestafrika. In: Neues Jahrbuch für Mineralogie, Monatshefte. Band 1958, Nr. 7/8, 1958, S. 160–167.
- Hugo Strunz, Bruno H. Geier, Erich Seeliger: Gallit, CuGaS2, das erste selbständige Galliummineral, und seine Verbreitung in den Erzen der Tsumeb- und Kipushi-Mine. In: Neues Jahrbuch für Mineralogie, Monatshefte. Band 1958, 1958, S. 241–264.
- Bruno H. Geier: Mineralogie in Tsumeb (Scientific research in South West Africa, Series 1). 1. Auflage. Committee of the S.W.A. Scientific Society, Windhoek 1962.
- Bruno H. Geier, Joachim Ottemann: New primary vanadium-, germanium-, gallium-, and tin-minerals from the Pb-Zn-Cu-deposit Tsumeb, South West Africa. In: Mineralium Deposita. Band 5, Nr. 1, 1970, S. 29–40.
- Bruno H. Geier, Joachim Ottemann: New secondary tin–germanium and primary tungsten–(molybdenum–, vanadium–) germanium minerals from the Tsumeb ore-deposit. In: Neues Jahrbuch für Mineralogie, Abhandlungen. Band 114, 1970, S. 89–107.
- Bruno H. Geier, K. Kautz, G. Müller: Tsumcorit(e) [PbZnFe(AsO4)2]·H2O, ein neues Mineral aus den Oxidationszonen der Tsumeb-Mine, Südwestafrika. In: Neues Jahrbuch für Mineralogie, Monatshefte. Band 1971, 1971, S. 305–309.
- Bruno H. Geier, Joachim Ottemann: Briartit, das dritte Germaniumsulfid-Mineral aus der Erzlagerstätte Tsumeb. In: Neues Jahrbuch für Mineralogie, Abhandlungen. Band 118, 1972, S. 97–109.
- Bruno H. Geier, Joachim Ottemann: Über Betekhtinit von Tsumeb. In: Neues Jahrbuch für Mineralogie, Monatshefte. Band 1973, Nr. 9, 1973, S. 416–426.
- Bruno H. Geier: Mineralogische Studie der Blei-, Zink-, und Kupferlagerstätte Tsumeb. In: Journal S.W.A. Wissenschaftliche Gesellschaft. Band 28, 1974, S. 35–52.